# Metro Vaartha

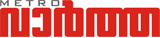
Logo van Metro Vaartha

Metro Vaartha is een Malayalam-dagblad dat uitgegeven wordt in Kochi in de Indiase deelstaat Kerala. De krant is eigendom van Vaartha Realty Media (P) Limited en is volgens de krant politiek neutraal.